# Lingue finnopermiche
Le lingue finnopermiche sono un gruppo linguistico che assieme alle lingue ugriche costituisce il gruppo delle lingue ugrofinniche della famiglia linguistica uralica.

## Classificazione delle lingue
Le lingue finnopermiche si possono classificare in due gruppi principali: le lingue permiche e finnovolgaiche. Si classificano nel modo seguente:
Permico
- komi (sirieno)
- permiaco
- udmurt (votiaco)

Finnovolgaico
- Mari
  - mari (ceremisso)
- Mordvino
  - erza
  - mokša
- Lingue morte finnovolgaiche
  - merja
  - muroma
  - Lingua meščëra
- Finnolappone o Finnosami
  - Sami
    - Sami occidentale
      - sami meridionale
      - sami di Ume
      - sami di Lule
      - sami di Pite
      - sami settentrionale

    - Sami orientale
      - sami di Inari
      - sami di Kemi
      - sami skolt
      - sami di Akkala
      - sami di Kildin
      - sami di Ter

  - Baltofinnico
    - estone
    - finlandese
    - ingrico
    - careliano
      - careliano proprio
      - ludo
      - livvi (oloneziano, careliano di Aunus)

    - livoniano
    - vepso
    - võro (include seto)
    - votico